# Agua nueva
Agua nueva es el título del álbum debut de estudio grabado por el cantautor mexicano Cristian Castro. Fue lanzado al mercado por la empresa discográfica Fonovisa el 30 de junio de 1992. El álbum fue producido por el compositor y productor musical mexicano Alejandro Zepeda, del cual se desprenden 6 éxitos: No podrás, Agua nueva (canción que da nombre al álbum y tema del cierre de la telenovela mexicana de la cadena Televisa Las secretas intenciones (1992), bajo la producción de Lucy Orozco, protagonizada por Yolanda Andrade y el propio Cristian Castro, con las actuaciones antagónicas de Helena Rojo, Sylvia Pasquel y David Ostrosky y las actuaciones estelares de Enrique Rocha, Orlando Carrió, Blanca Sánchez, Juan Carlos Colombo y Mariagna Prats), Para ti, Sólo dame una noche, Diez mil lágrimas y Junto a ti. 
El álbum fue nominado para el Premio Grammy al Mejor Álbum de Pop Latino en la 35°. edición anual de los Premios Grammy celebrada el miércoles 24 de febrero de 1993, pero perdió contra Otro día más sin verte de Jon Secada.

## Lista de canciones
| Agua nueva |                                               |                                                               |          |  |
| N.º        | Título                                        | Escritor(es)                                                  | Duración |  |
| 1.         | «Sólo dame una noche» (Tamin' The Wild Night) | Dan Reed Adapt: al español: Alejandro Zepeda · Elizabeth Meza | 4:52     |  |
| 2.         | «Siempre estarás conmigo»                     | Cristian Castro                                               | 3:46     |  |
| 3.         | «Junto a ti»                                  | K. C. Arnold · Christian Hoffman · Alejandro Zepeda           | 4:43     |  |
| 4.         | «Será el amor»                                | K. C. Arnold · Ignacio "Kiko" Cibrián · Charlie Murguía       | 3:32     |  |
| 5.         | «Agua nueva»                                  | Jorge Massías                                                 | 3:55     |  |
| 6.         | «Diez mil lágrimas»                           | Ignacio "Kiko" Cibrián · Alejandro Zepeda                     | 3:55     |  |
| 7.         | «No podrás»                                   | Alejandro Zepeda · Peter Skrabak                              | 4:02     |  |
| 8.         | «Ritual»                                      | Dan Reed Adapt: al español: Alejandro Zepeda · Elizabeth Meza | 4:11     |  |
| 9.         | «Señora, por favor...»                        | Orlando Castro · Alejandro Zepeda                             | 3:48     |  |
| 10.        | «Prográmame en tu mente»                      | Orlando Castro                                                | 3:41     |  |
| 11.        | «Para ti»                                     | Alejandro Zepeda · Elizabeth Meza                             | 7:38     |  |
| 40:29      |                                               |                                                               |          |  |

## Posicionamiento en listas
| Listas (1992/1993)              | Mejor posición |
| ------------------------------- | -------------- |
| U.S. Billboard Latin Pop Albums | 2              |
| U.S. Billboard Top Latin Albums | 48             |